# Gemeinde Kranowitz
Die Gemeinde Kranowitz (polnisch Gmina Krzanowice [kʃanɔ'vʲiʦɛ]) ist eine Stadt-und-Land-Gemeinde im Powiat Raciborski der Woiwodschaft Schlesien in Polen. Ihr Sitz ist die gleichnamige Stadt mit etwa 2150 Einwohnern.

## Geographie
Die Gemeinde liegt im Westen der Woiwodschaft und grenzt im Süden an Tschechien. Nachbargemeinden sind Pietrowice Wielkie im Norden, die Kreisstadt Racibórz (Ratibor) im Nordosten, Krzyżanowice im Osten, in Tschechien Chuchelná im Süden, Strahovice im Südwesten und Rohov sowie Sudice im Westen.
Die Region gehört zum Leobschützer Lößhügelland (Płaskowyż Głubczycki). Zu den Fließgewässern gehört die Bilawoda (Biała Woda).

## Geschichte

### Verwaltungsgeschichte
Die Landgemeinde wurde 1954 in Gromadas aufgelöst und 1973 wieder gebildet. Im Jahr 1975 kam sie von der Woiwodschaft Opole alten Zuschnitts zur Woiwodschaft Katowice, der Powiat wurde aufgelöst. Zum 1. Januar 1999 kam die Gemeinde zur Woiwodschaft Schlesien und wieder zum Powiat Raciborski. Mit der Erteilung der Stadtrechte erhielt sie 2001 den Status einer Stadt-und-Land-Gemeinde.

### Deutsche Minderheit
Nach der Volkszählung von 2002 gehörten 20,64 % der Gemeindebevölkerung der deutschen Minderheit an, weitere 7,10 % bezeichneten sich als „Schlesier“.
Die Gemeinde führte 2008 zweisprachige Ortsbezeichnungen ein. Im November 2012 wurden zweisprachige Ortstafeln aufgestellt. Es war die erste Gemeinde der Woiwodschaft, in der alle Orte zweisprachige Ortstafeln haben.

### Partnerschaft
Die Gemeinde ging im Mai 2006 eine Partnerschaft mit Salzbergen in Deutschland ein. Eine weitere besteht von Strahovice in Tschechien.

## Gliederung
Zur Stadt-und-Land-Gemeinde Kranowitz mit 47 km² Fläche und 5652  Einwohnern (am 31. Dezember 2015) gehören fünf Orte mit Schulzenamt (sołectwo):
- Kranowitz (Krzanowice; 1936–1945 Kranstädt) – Stadt und Schulzenamt
- Bojanow (Bojanów; 1936–1945 Kriegsbach)
- Borutin (Borucin; 1936–1945 Streitkirch)
- Klein Peterwitz (Pietraszyn)
- Woinowitz (Wojnowice; 1936–1945 Weihendorf)

## Baudenkmale
Zu den Sehenswürdigkeiten gehört das Schloss in Woinowitz (Pałac w Wojnowicach) aus dem 19. Jahrhundert.

## Verkehr
Die Woiwodschaftsstraße DW917 führt von der Grenze nach Racibórz. Die DW916 führt durch den Norden der Gemeinde.
Der nächste internationale Flughafen ist Katowice.
Der Bahnhof Lekartów lag auf der Gemeindegrenze. Der Personenverkehr auf der Bahnstrecke Racibórz–Głubczyce wurde 2000 eingestellt. Woinowitz und Kranowitz selbst lagen an der Bahnstrecke Racibórz–Opava, der Personenverkehr wurde zwischen Ratibor und Kranowitz Süd 1993 eingestellt.